# Догерти (Оклахома)
Догерти (енгл. Dougherty) град је у америчкој савезној држави Оклахома.

## Демографија
По попису из 2010. године број становника је 215, што је 9 (-4,0%) становника мање него 2000. године.
| Група             | 2000.       | 2010.       |
| Белци             | 177 (79,0%) | 166 (77,2%) |
| Афроамериканци    | 1 (0,4%)    | 0 (0,0%)    |
| Азијати           | 0 (0,0%)    | 0 (0,0%)    |
| Хиспаноамериканци | 8 (3,6%)    | 3 (1,4%)    |
| Укупно            | 224         | 215         |